# Naționalismul albanez în Kosovo
Naționalismul albanez a luat naștere ca răspuns la Chestiunea Orientală în teritoriile populate de albanezi din actualul stat parțial recunoscut Kosovo. Inițial, ca urmare a Războiului Ruso-Turc de la 1877-1878, membrii Congresului de la Berlin au dorit divizarea teritoriilor Imperiului Otoman populate de albanezi și oferirea acestora statelor aliate Imperiului Rus. Această intenție va duce la formarea Ligii de la Prizren, care va avea ca scop asigurarea unității teritoriilor albaneze.